# (7541) Nieuwenhuis
(7541) Nieuwenhuis – planetoida z pasa głównego asteroid okrążająca Słońce w ciągu 4 lat i 147 dni w średniej odległości 2,69 j.a. Została odkryta 16 października 1977 roku przez Cornelisa i Ingrid van Houtenów oraz Toma Gehrelsa. Przed nadaniem nazwy planetoida nosiła oznaczenie tymczasowe (7541) 4019 T-3.